# Campionato europeo di baseball 1993
Il campionato europeo di baseball 1993 è stato la ventitreesima edizione del campionato continentale. Si svolse a Stoccolma, in Svezia, dal 9 al 17 luglio, e fu vinto dai Paesi Bassi, alla loro quattordicesima affermazione in ambito europeo.

## Squadre partecipanti
- Belgio
- Francia
- Germania
- Italia

- Paesi Bassi
- Russia
- Spagna
- Svezia

## Risultati

### Gruppo A
|    | Team     | V - P | Pf - Ps | %     |
| -- | -------- | ----- | ------- | ----- |
| 1. | Italia   | 3 - 0 | 40 - 6  | 1.000 |
| 2. | Francia  | 2 - 1 | 36 – 37 | 0.667 |
| 3. | Belgio   | 1 - 2 | 29 - 44 | 0.333 |
| 4. | Germania | 0 - 3 | 13 – 31 | 0.000 |

| Stoccolma 1993 | Germania | 0 – 11 | Italia |  |

| Stoccolma 1993 | Belgio | 1 – 14 | Italia |  |

| Stoccolma 1993 | Francia | 5 – 15 | Italia |  |

| Stoccolma 1993 | Belgio | 10 – 9 | Germania |  |

| Stoccolma 1993 | Francia | 10 – 4 | Germania |  |

| Stoccolma 1993 | Belgio | 18 – 21 | Francia |  |

### Gruppo B
|    | Team        | V - P | Pf - Ps | %     |
| -- | ----------- | ----- | ------- | ----- |
| 1. | Paesi Bassi | 3 - 0 | 27 - 8  | 1.000 |
| 2. | Svezia      | 2 - 1 | 35 – 18 | 0.667 |
| 3. | Spagna      | 1 - 2 | 19 – 26 | 0.333 |
| 4. | Russia      | 0 - 3 | 13 - 42 | 0.000 |

| Stoccolma 1993 | Spagna | 1 – 9 | Paesi Bassi |  |

| Stoccolma 1993 | Spagna | 1 – 11 | Svezia |  |

| Stoccolma 1993 | Russia | 5 – 19 | Svezia |  |

| Stoccolma 1993 | Paesi Bassi | 6 – 2 | Russia |  |

| Stoccolma 1993 | Paesi Bassi | 12 – 5 | Svezia |  |

| Stoccolma 1993 | Spagna | 17 – 6 | Russia |  |

### Girone 5º/8º posto
|    | Team     | V - P | Pf - Ps | %     |
| -- | -------- | ----- | ------- | ----- |
| 1. | Spagna   | 5 - 1 | 66 – 30 | 0.833 |
| 2. | Belgio   | 4 - 3 | 51 – 52 | 0.567 |
| 3. | Germania | 3 - 4 | 43 – 61 | 0.429 |
| 3. | Russia   | 1 - 5 | 32 – 49 | 0.167 |

| Stoccolma 1993 | Belgio | 3 – 12 | Spagna |  |

| Stoccolma 1993 | Belgio | 3 – 1 | Russia |  |

| Stoccolma 1993 | Germania | 4 – 1 | Russia |  |

| Stoccolma 1993 | Belgio | 8 – 11 | Russia |  |

| Stoccolma 1993 | Spagna | 8 – 5 | Russia |  |

| Stoccolma 1993 | Germania | 9 – 8 | Russia |  |

| Stoccolma 1993 | Belgio | 9 – 10 | Germania |  |

| Stoccolma 1993 | Belgio | 9 – 4 | Germania |  |

| Stoccolma 1993 | Belgio | 9 – 5 | Spagna |  |

| Stoccolma 1993 | Spagna | 11 – 4 | Germania |  |

| Stoccolma 1993 | Spagna | 13 – 3 | Germania |  |

### Semifinali
| Stoccolma 1993 | Francia | 2 – 10 | Paesi Bassi |  |

| Stoccolma 1993 | Italia | 8 – 5 | Svezia |  |

### Finale 3º/4º posto
| Stoccolma 1993 | Francia | 2 – 3 | Svezia |  |

| Stoccolma 1993 | Francia | 4 – 7 | Svezia |  |

| Stoccolma 1993 | Svezia | 5 – 6 | Francia |  |

| Stoccolma 1993 | Svezia | 5 – 14 | Francia |  |

| Stoccolma 1993 | Svezia | 11 – 9 | Francia |  |

### Finale 1º/2º posto
| Stoccolma 1993 | Italia | 0 – 11 | Paesi Bassi |  |

| Stoccolma 1993 | Italia | 1 – 7 | Paesi Bassi |  |

| Stoccolma 1993 | Italia | 2 – 11 | Paesi Bassi |  |

| Stoccolma 1993 | Paesi Bassi | 7 – 2 | Italia |  |

| Stoccolma 1993 | Paesi Bassi | 7 – 21 | Italia |  |

## Classifica finale
| Campione d'Europa | Campione d'Europa | Campione d'Europa |
| ----------------- | ----------------- | ----------------- |
| Paesi Bassi       |                   |                   |
| Argento           | Italia            |                   |
| Bronzo            | Svezia            |                   |
| 4.                | Francia           |                   |
| 5.                | Spagna            |                   |
| 6.                | Belgio            |                   |
| 7.                | Germania          |                   |
| 8.                | Russia            |                   |